# Wahlkreis West Dorset

Der Wahlkreis West Dorset mit den Grenzen von 2007

West Dorset ist ein Wahlkreis für das britische Unterhaus im Westen der Grafschaft Dorset. Der Wahlkreis wurde bereits 1885 geschaffen und deckt einen Großteil von Dorchester, Bridport und Sherborne ab. Er entsendet einen Abgeordneten ins Parlament.

## Geschichte
West Dorset gilt als ein wohlhabender, konservativ geprägter Wahlkreis, der in seiner derzeit bestehenden Form bisher von sieben Politikern vertreten wurde. Historisch vertreten wurde der Wahlkreis unter anderem von James Spicer. Seit den britischen Unterhauswahlen 1997 wurde der Wahlkreis von Oliver Letwin im Parlament repräsentiert. Letwin ist Angehöriger der Conservative Party, er wurde Anfang September 2019 aus der konservativen Parlamentsfraktion ausgeschlossen, nachdem er gegen Boris Johnson gestimmt hatte. Bei der Unterhauswahl 2019 trat Letwin nicht mehr an, der Sitz ging an Chris Loder.
Der Wahlkreis wies im April 2013 eine Arbeitslosigkeit von lediglich 1,2 % auf, die damit deutlich niedriger liegt als im nationalen Durchschnitt von 3,8 %.